# Lophochorista porioni
Lophochorista porioni là một loài bướm đêm trong họ Geometridae.